# Forêt d'Abujhmad

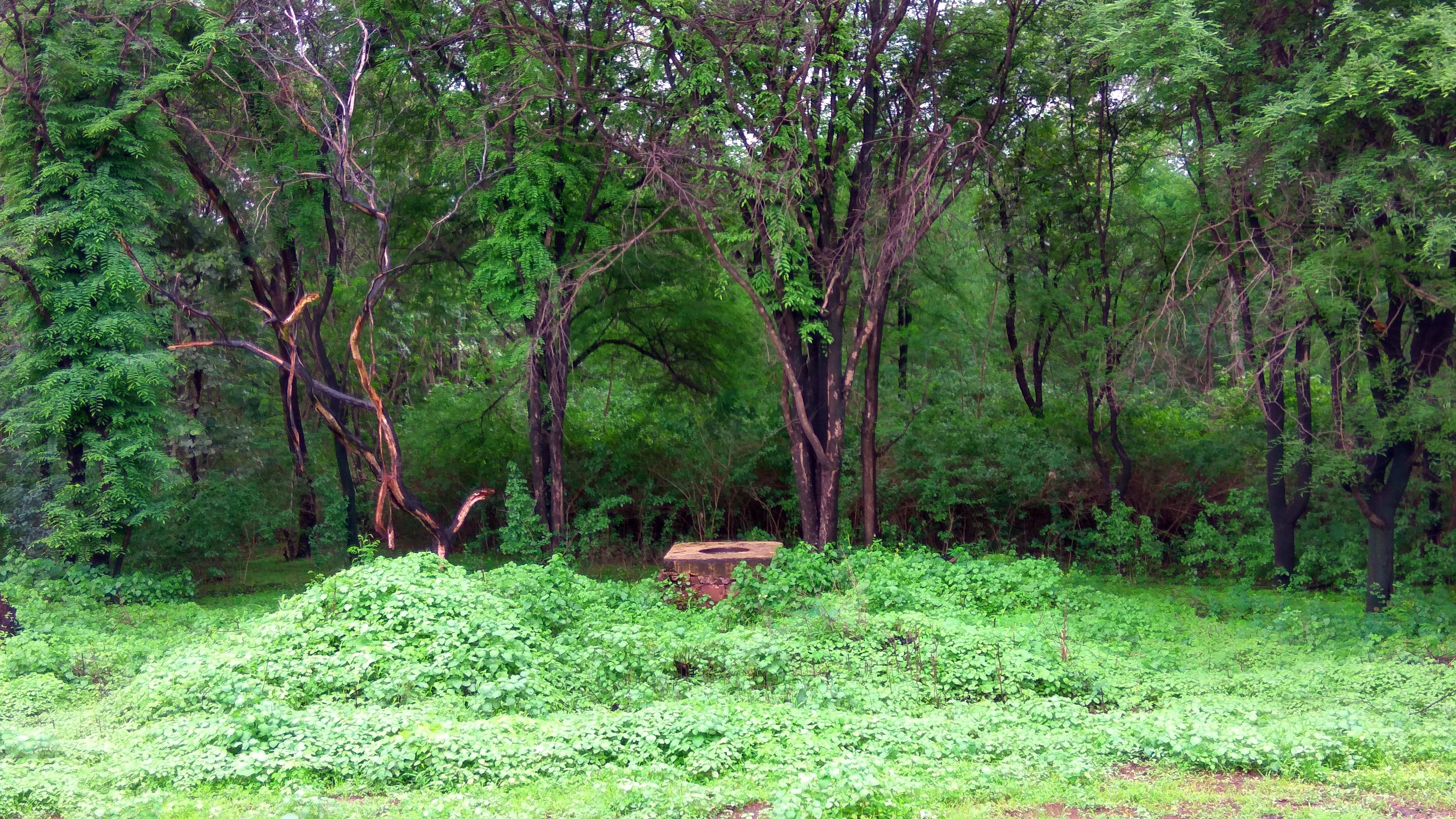
Puits dans la zone protégée de Chhattisgarh dans la forêt Abujhmad.

Forêt d'Abujhmad, Forêt d'Abujhmar ou Forêt d'Abujmarh (ou Abujh Maria dont les habitants tribaux sont parfois dits Maria) est un vaste ensemble de collines densément boisées située dans l'État du Chhattisgarh en Inde (État récemment créé, le 1er novembre 2000, découpé dans le Madhya Pradesh puis fortement militarisée en raison d'un conflit ancien, et afin d'y faciliter l'extraction des ressources, selon l'India Justice Project et de l'ECCHR, au détriment des droits des Adivasis (terme désignant les peuples autochtones de l'Inde) qui « sont systématiquement violés par de puissants acteurs étatiques, militaires et commerciaux »). La situation des autochtones a empiré depuis l'arrivée au pouvoir du parti Bharatiya Janata Party (BJP), en 2014. Depuis, les accaparements de terres par les entreprises du Chhattisgarh se sont accélérés et le nouveau gouvernement a adopté des salves de lois et politiques qui annulent progressivement les garanties constitutionnelles et statutaires qui garantissaient une certaine autonomie et la protection des droits fonciers des peuples autochtones.
Cette forêt, qui couvre environ 4 000 km2 (1 500 miles carrés environ), dans trois districts (district de Narayanpur, district de Bijapur (Chhattisgarh) et district de Dantewada) est la région la moins connue de toute l'Inde. Elle abrite plusieurs peuples autochtones, dont les Gonds, Murias, Abujhmarhias, Madiyas (ou Madias) et Halbas. Longtemps isolée géographiquement, ce territoire a été fermé aux visiteurs et grand public indien, jusqu'à 2009, l'interdiction imposée au début des années 1980 par le gouvernement du Chhattisgarh a été levée.
La zone est aussi connue sous le nom de « zone libérée » en raison de la présence de l'insurrection maoïste-naxalite menée par le Parti communiste d'Inde (maoïste) et son aile militaire, l'Armée de libération populaire (PLGA), qui y administre un gouvernement parmadiallèle,.

## Étymologie
Le mot Abujhmarh, dérivé du Gondi abujh (« inconnu ») et marh (« colline »), signifie « les collines inconnues »,.
Il existe dans une région voisine, une tribu Abujhmaria (dans le district de Bastar du Madhya Pradesh).

## Géographie et isolement ancien
Séparée de la région de Bastar par la rivière Indravati, Abujhmarh est une forêt dense historiquement peu accessible, habitée principalement par des peuples indigènes.
Le Chhattisgarh est un État très riche en forêts (40 % de son territoire est classé en forêts théoriquement protégée, qui le font parfois nommer l'« Amazonie de l'Inde ». Mais il est aussi surnommé le « grenier à charbon » en raison de ses grandes réserves de combustible fossiles, et la déforestation y est rapide et intense, à cause de l'industrie minière notamment.
Ces forêts, mentionnées dans l'épopée hindoue Ramayana sous le nom de Dandakaranya, ont renforcé l'isolement de la région,. L'accès est aujourd'hui rendu encore plus difficile par des mines terrestres déployées par les insurgés aux points d'entrée.

## Histoire
Durant la période coloniale britannique, la région était isolée et constitutionnellement exclue ; la région et la forêt d'Abujhmarh avaient fait l'objet d'une enquête foncière en 1873.
Après l'Indépendance : l'isolement a persisté, sauf avec l'accueil, en 1958, des réfugiés du Bengale oriental. La région a aussi commencé à faire l'objet d'une exploitation minière, notamment de riches mines de fer dans les « collines de Bailadila ». Cependant, les populations tribales restent marginalisées, n'étant entrées dans la culture agricole que récemment et bénéficiant d'une éducation limitée, essentiellement fournie par des ONG et des missionnaires.
Il est apparu que le sous-sol de la région présente un potentiel minier qui intéresse le gouvernement et d'industrie minière. Selon les ONG humanitaires et environnementales, en dépit des lois adoptées par l'Inde pour reconnaître les droits des Adivasi sur leurs terres et leurs forêts, les tribus vivant dans cette région du sud du Chhattisgarh sont, depuis des décennies « très régulièrement victimes d'accaparement de terres, de déplacements généralisés et de dévastation environnementale (...) Bien que l’État indien ait reconnu les racines sociopolitiques du conflit, sa réponse a été largement militariste. Inondée de bataillons de police et de forces paramilitaires, la région est devenue l’une des zones les plus militarisées au monde, les Adivasis étant soumis à de nombreuses violations des droits humains ».
Dans les années 2020, près d'un tiers de la population de ce petit État est encore composé d'Adivasis (lesquels constituent environ 10 % de la population autochtone totale de l'Inde). Tout comme d'autres minorités autochtones (Adivasis), musulmanes, chrétiennes, sikhs ou dalits ailleurs dans le pays, ils subissent dans les années 2010/2020 une recrudescence de sapes des droits des minorités. Plusieurs ONG alertent sur le fait que ni les droits des Adivasi sur leurs terres et leurs forêts, ni les statuts de protection de l'environnement de cette forêt ne sont respectés, avec « une augmentation considérable du déploiement des forces de sécurité, qui a exacerbé le conflit dans les régions méridionales du Chhattisgarh et a entraîné des niveaux sans précédent d'exécutions extrajudiciaires, de fausses arrestations, de violences sexuelles, de détentions illégales et de torture des Adivasis dans la région. Avec la militarisation accrue et la corporatisation de l'État, les attaques contre les défenseurs des droits humains et les efforts visant à réduire l'espace civique se sont intensifiés, en particulier contre ceux qui s'efforcent de documenter ou de résister aux nouveaux projets d'extraction, aux déplacements, à la violence sexuelle et à la militarisation ».
En 2025, l'« India Justice Project » et l'« ECCHR » (Centre européen pour les droits constitutionnels et les droits humains) alertent conjointement sur la manière dont « les prises de contrôle des entreprises, la militarisation et la répression de la société civile se croisent pour réduire l'espace, à la fois littéralement et métaphoriquement, pour les résidents autochtones de l'État ».

## Insurrection
Les conditions socio-économiques précaires ont conduit à l'émergence du mouvement naxalite en 1967, qui s'est étendu au fil des décennies dans ce qu'on appelle le Corridor rouge. Les naxalites sont des insurgés maoïstes en Inde, issus du mouvement naxalite qui a débuté dans le village de Naxalbari au Bengale-Occidental en 1967. Ce mouvement tire son nom de ce village et est basé sur des idéologies maoïstes, prônant une révolution armée contre les inégalités sociales et économiques. Les naxalites sont particulièrement actifs dans les régions forestières et isolées de l'Inde, où ils cherchent à mobiliser les populations tribales marginalisées. Ils sont souvent impliqués dans des conflits armés avec les forces de sécurité et sont connus pour leur organisation militaire, notamment l'Armée de guérilla populaire de libération (PLGA).

### Abujhmarh: zone libérée et administration parallèle
Abujhmarh est souvent qualifiée de « zone libérée » en raison de son double contexte d'isolement géographique et d'absence d'administration civile et de toute présence gouvernementale pendant 60 ans.
Elle est devenue un bastion des insurgés maoïstes-naxalites affiliés au Parti communiste d'Inde (maoïste) (organisation interdite en Inde où il y a plusieurs partis communistes). Celui-ci y a établi un gouvernement parallèle, appelé Janta Sarkar (qui signifie gouvernement populaire). Ce régime parallèle inclut :
- une aile militaire, l'Armée de guérilla populaire de libération (PLGA) et des camps d'entraînement ;
- des projets d'irrigation, des tribunaux nommés jan adalat (tribunaux populaires) et des écoles[3],[12],[13]. Parmi ces écoles, la Janta Sarkar Bhoomkaal School[note 3] à Metapada, rapportée par le Times of India, enseigne non seulement des bases éducatives mais aussi des idéologies naxalites[13].

### Cartographie et allègement des restrictions
Le Gouvernement indien n'avait aucune trace administrative des tribus Murias vivant dans la région, ni registre foncier ou de revenus. Une cartographie aérienne faite en 2005 par l'Indian Space Research Organization (132 ans après la précédente) a été financée ₹55 millions (US640 000 $). Jusqu'en 2006, l'accès à la zone nécessitait un permis, restriction assouplie en 2009 après près de 30 ans.

### Revendications et initiatives récentes
Après leur expulsion de l'Andhra Pradesh en 2003, les naxalites se sont réfugiés dans ces forêts. Ils sont accusés par le gouvernement de l'avoir transformé en centre névralgique, y créant un système de génération de revenus basé sur le partage des terres, la coopérative agricole et la gestion de banques de semences et de réserves alimentaires.

### Violences, insurrections
Notamment depuis l'arrivée du BJP au pouvoir en Inde (2014), la réponse de l'État indien aux réclamations autochtones et à l'implantation du maoïsme s'est durcie et a été massivement et fortement militarisée, invoquant l'état d'urgence pour justifier et déployer des tactiques de contre-insurrection et de mesures « antiterroristes », qui elles-mêmes suscitent des réactions armées de la part d'une partie des populations autochtones :
- 19 mai 2005 : une attaque coordonnée des naxalites cible deux postes de police, avec l'utilisation d'instruments de communication sophistiqués et de mines terrestres[9] ;
- 18 mars 2007 : 55 policiers sont tués lors d'un raid sur le camp de police à Ranibodli ;
- 7 avril 2010 : 76 agents de sécurité tués par des membres du PLGA à Chintalnar lors d'une opération baptisée « Opération Green Hunt ».

En mars 2022, face à l'absence de réaction des États membres de l'ONU sur la question des droits des Adivasis lors du précédent processus d'examen périodique universel (EPU) de l'Inde, l'India Justice Project et le London Mining Network et une coalition de la société civile, ont déposé une soumission conjointe des parties prenantes au prochain cycle de l'EPU 2022 de l'Inde. Ces pétitionnaires y dénoncent un assaut continu de l'État indien et des méga-entreprises contre les peuples autochtones de la forêt de, mais aussi du reste du pays, en mettant particulièrement l'accent sur les moyens juridiques et institutionnels par lesquels de puissants acteurs étatiques, militaires et corporatifs réduisent l'espace pour les droits des Adivasi dans l'État du Chhattisgarh.
Parallèlement à cet appel à l'ONU, l'India Justice Project et l'ECCHR ont publié un rapport d'argumentation et ils sont, en collaboration avec Völkerrechtsblog, co-organisé un symposium sur le sujet.

### Contrôle et pacification

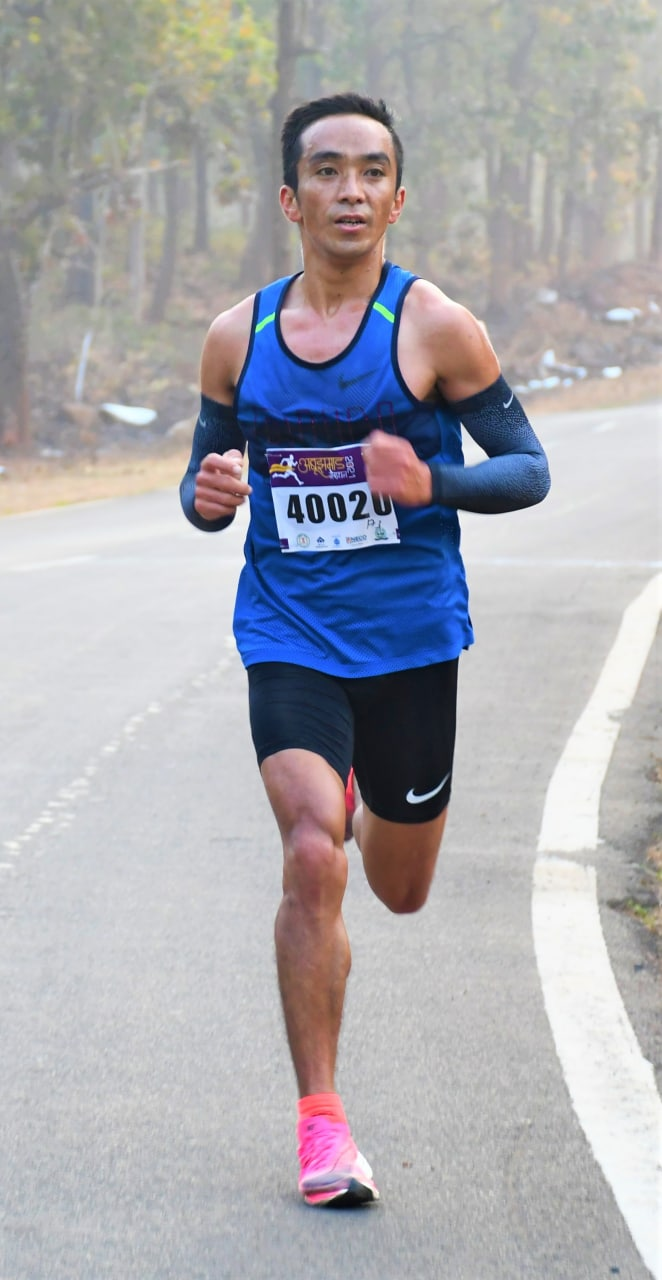
A.Thapa courant le « marathon de la paix d'Abujhmad »), annuellement organisé dans la région de Narayanpur par la police de Narayanpur et l'administration du district), pour y promouvoir la paix et calmer les conflits entre les autochtones, les groupes maoïstes et le gouvernement.

Depuis 2019, un évènement sportif (« Abujhmad Peace Marathon » ou « marathon de la paix ») est annuellement organisé dans la région de Narayanpur (conjointement par la police de Narayanpur et de l'administration du district), pour promouvoir la paix et l'harmonie dans cette région touchée par les conflits avec les groupes maoïstes.
Ce marathon qui inclut un semi-marathon (de 21 kilomètres), part de l'école secondaire de Narayanpur et se termine au camp ITBP du village de Basingbahar (dans le bloc Orchha). Il est devenu le plus grand rassemblement sportif de la région de Bastar, attirant des milliers de participants chaque année (1 000 coureurs en 2020 et environ 11 797 coureurs en 2021). Parallèlement à la course, des activités comme des rallyes à vélo et des concours de peinture murale sont organisés pour sensibiliser les habitants.

## Environnement
En 2007, le gouvernement indien et l'ONU et l'UNESCO ont proposé de classer les forêts d'Abujhmarh en réserve de biosphère,, parce que la région est un hotspot de biodiversité (qui abrite notamment des tigres, léopards, sangliers, éléphants, cerfs et singes, et encore en grande partie inexplorée du point de vue floristique notamment), et car les savoirs indigènes ont permis jusqu'ici de protéger les écosystèmes de l'Abujhmarh. L'environnement et les populations indigènes sont soumis à des pressions croissantes de la part de l'Industrie minière et du gouvernement,.

## Géographie
La région, couvrant près de 4 000 km2 (3 905 km2 environ), est plus vaste que l'État de Goa, notamment dans les districts de Narayanpur, Bijapur et Dantewada. Sa forme est approximativement elliptique, avec un axe plus long orienté du nord-ouest au sud-est ; située entre les latitudes 19.0° et 20.0° N, ainsi que les longitudes 80.39' et 81.39° E. Les collines d'Abujhmarh se distinguent par leurs hautes crêtes et leurs vallées profondes, avec un relief local variant de 170 à 500 mètres au-dessus des plaines. La région mesure environ 96 kilomètres de longueur du nord au sud et environ 56 kilomètres de largeur d'est en ouest. Une grande partie de la région est escarpée et découpée par de nombreux cours d'eau, formant une barrière physique efficace sur tous ses côtés.
Le socle de l'Abujhmad est déjà miné, et il est réputé potentiellement riche en d'autres gisements minéraux, mais difficilement accessibles.
La zone des hautes terres qui se prolonge dans le Bastar voisin est accidentée, constitué en grande partie de collines assez escarpées, de montagnes et de zones érodées, fréquemment interrompues par des vallées et des plaines. Les plus hauts sommets d'Abujhmarh se trouvent dans le Bastar, culminant à 843 mètres. C'est l'une des régions les moins connues d'Inde. Par rapport aux basses terres, la température est plus fraîche, et la forêt y reçoit plus de précipitations et moins de lumière solaire ; des conditions défavorables à l'agriculture, et là où la topographie la rend envisageable, le est généralement fin et caillouteux, avec une roche dure en profondeur. En outre, le sol non drainant implique de fréquentes inondations et sols gorgés d'eau également défavorables à l'agriculture.
La rivière Indravati la sépare de la région voisine du Bastar, et isole davantage la région. Les villages restent isolés six mois par an,,,.

## Démographie
Avec une densité de moins de quatre habitants par kilomètre carré, elle accueille 27 % de la population tribale totale de l'État, répartie dans 233 villages et dominée par les tribus Abujhmarhia, mais aussi Gonds (dont Maria Gonds), Muria, Madiya et Halba,.

## Économie
Les populations indigènes vivent dans une extrême pauvreté et pratiquent l'agriculture itinérante et sur brûlis (penda kheti). Leur subsistance repose sur le korsa (riz à grains fins), les feuilles de Tendu et la vente dans les marchés hebdomadaires des villages voisins.
De forte pressions de l'industrie minière et d'autres acteurs s'accaparant les terres des populations autochtones aggravent la pauvreté.